# Kiss 40th Anniversary Tour
Kiss 40th Anniversary Tour è stato un tour intrapreso dalla band hard rock Kiss.
I Def Leppard si unirono ai Kiss come band di supporto, per i primi 42 show. I Kobra and the Lotus e gli The Dead Daisies furono i gruppi spalla per questo tour.
Nel programma del tour finale della band, Simmons ha riflettuto su questo:
(Gene Simmons, 2019)

## Date
| Data                                               | Città             | Stato           | Luogo                                       |
| -------------------------------------------------- | ----------------- | --------------- | ------------------------------------------- |
| America Settentrionale Condivise con i Def Leppard |                   |                 |                                             |
| 23 giugno 2014                                     | West Valley City  | Stati Uniti     | USANA Amphitheatre                          |
| 25 giugno 2014                                     | Denver            | Stati Uniti     | Pepsi Center                                |
| 27 giugno 2014                                     | Ridgefield        | Stati Uniti     | Sleep Country Amphitheater                  |
| 29 giugno 2014                                     | Auburn            | Stati Uniti     | White River Amphitheatre                    |
| 2 luglio 2014                                      | Concord           | Stati Uniti     | Concord Pavilion                            |
| 3 luglio 2014                                      | Wheatland         | Stati Uniti     | Sleep Train Amphitheatre                    |
| 5 luglio 2014                                      | Irvine            | Stati Uniti     | Verizon Wireless Amphitheatre               |
| 6 luglio 2014                                      | Chula Vista       | Stati Uniti     | Sleep Train Amphitheatre                    |
| 8 luglio 2014                                      | Inglewood         | Stati Uniti     | The Forum                                   |
| 9 luglio 2014                                      | Phoenix           | Stati Uniti     | Ak-Chin Pavilion                            |
| 12 luglio 2014                                     | Austin            | Stati Uniti     | Austin360 Amphitheater                      |
| 13 luglio 2014                                     | Dallas            | Stati Uniti     | Gexa Energy Pavilion                        |
| 15 luglio 2014                                     | Cincinnati        | Stati Uniti     | Riverbend Music Center                      |
| 16 luglio 2014                                     | Nashville         | Stati Uniti     | Bridgestone Arena                           |
| 18 luglio 2014                                     | Atlanta           | Stati Uniti     | Aaron's Amphitheatre                        |
| 19 luglio 2014                                     | Charlotte         | Stati Uniti     | PNC Music Pavilion                          |
| 20 luglio 2014                                     | Raleigh           | Stati Uniti     | Walnut Creek Amphitheatre                   |
| 22 luglio 2014                                     | West Palm Beach   | Stati Uniti     | Cruzan Amphitheatre                         |
| 23 luglio 2014                                     | Tampa             | Stati Uniti     | MidFlorida Credit Union Amphitheatre        |
| 25 luglio 2014                                     | Bristow           | Stati Uniti     | Jiffy Lube Live                             |
| 26 luglio 2014                                     | Holmdel           | Stati Uniti     | PNC Bank Arts Center                        |
| 1 agosto 2014                                      | Mansfield         | Stati Uniti     | Xfinity Center                              |
| 2 agosto 2014                                      | Atlantic City     | Stati Uniti     | Boardwalk Hall                              |
| 3 agosto 2014                                      | Camden            | Stati Uniti     | Susquehanna Bank Center                     |
| 5 agosto 2014                                      | Saratoga Springs  | Stati Uniti     | Saratoga Performing Arts Center             |
| 6 agosto 2014                                      | Wantagh           | Stati Uniti     | Nikon at Jones Beach Theater                |
| 8 agosto 2014                                      | Virginia Beach    | Stati Uniti     | Farm Bureau Live                            |
| 9 agosto 2014                                      | Scranton          | Stati Uniti     | Toyota Pavilion                             |
| 10 agosto 2014                                     | Hartford          | Stati Uniti     | Xfinity Theatre                             |
| 12 agosto 2014                                     | Toronto           | Canada          | Molson Canadian Amphitheatre                |
| 13 agosto 2014                                     | Darien            | Stati Uniti     | Darien Lake Performing Arts Center          |
| 15 agosto 2014                                     | East Troy         | Stati Uniti     | Alpine Valley Music Theatre                 |
| 16 agosto 2014                                     | Tinley Park       | Stati Uniti     | First Midwest Bank Amphitheatre             |
| 17 agosto 2014                                     | Minneapolis       | Stati Uniti     | Target Center                               |
| 20 agosto 2014                                     | Des Moines        | Stati Uniti     | Wells Fargo Arena                           |
| 22 agosto 2014                                     | Noblesville       | Stati Uniti     | Klipsch Music Center                        |
| 23 agosto 2014                                     | Clarkston         | Stati Uniti     | DTE Energy Music Theatre                    |
| 24 agosto 2014                                     | Burgettstown      | Stati Uniti     | First Niagara Pavilion                      |
| 26 agosto 2014                                     | Cuyahoga Falls    | Stati Uniti     | Blossom Music Center                        |
| 28 agosto 2014                                     | Maryland Heights  | Stati Uniti     | Verizon Wireless Amphitheatre               |
| 29 agosto 2014                                     | Tulsa             | Stati Uniti     | BOK Center                                  |
| 31 agosto 2014                                     | The Woodlands     | Stati Uniti     | Cynthia Woods Mitchell Pavilion             |
| America Settentrionale                             |                   |                 |                                             |
| 25 ottobre 2014                                    | Città del Messico | Messico         | Autódromo Hermanos Rodríguez                |
| 29 ottobre 2014                                    | Anaheim           | Stati Uniti     | Honda Center                                |
| Kiss Rocks Vegas                                   |                   |                 |                                             |
| 5 novembre 2014                                    | Las Vegas         | Stati Uniti     | The Joint                                   |
| 7 novembre 2014                                    | Las Vegas         | Stati Uniti     | The Joint                                   |
| 8 novembre 2014                                    | Las Vegas         | Stati Uniti     | The Joint                                   |
| 12 novembre 2014                                   | Las Vegas         | Stati Uniti     | The Joint                                   |
| 14 novembre 2014                                   | Las Vegas         | Stati Uniti     | The Joint                                   |
| 15 novembre 2014                                   | Las Vegas         | Stati Uniti     | The Joint                                   |
| 19 novembre 2014                                   | Las Vegas         | Stati Uniti     | The Joint                                   |
| 22 novembre 2014                                   | Las Vegas         | Stati Uniti     | The Joint                                   |
| 23 novembre 2014                                   | Las Vegas         | Stati Uniti     | The Joint                                   |
| Asia                                               |                   |                 |                                             |
| 23 febbraio 2015                                   | Nagoya            | Giappone        | Nippon Gaishi Hall                          |
| 25 febbraio 2015                                   | Osaka             | Giappone        | Osaka Castle Hall                           |
| 26 febbraio 2015                                   | Hiroshima         | Giappone        | Hiroshima Sun Plaza                         |
| 28 febbraio 2015                                   | Sendai            | Giappone        | Sekisui Heim Super Arena                    |
| 3 marzo 2015                                       | Tokyo             | Giappone        | Tokyo Dome                                  |
| America Meridionale                                |                   |                 |                                             |
| 10 aprile 2015                                     | Bogotà            | Colombia        | Estadio El Campín                           |
| 12 aprile 2015                                     | Quito             | Ecuador         | Bicentenário Park                           |
| 14 aprile 2015                                     | Santiago del Cile | Cile            | Movistar Arena                              |
| 16 aprile 2015                                     | Buenos Aires      | Argentina       | José Amalfitani Stadium                     |
| 18 aprile 2015                                     | Montevideo        | Uruguay         | Estadio Gran Parque Central                 |
| 20 aprile 2015                                     | Florianópolis     | Brasile         | Devassa On Stage                            |
| 21 aprile 2015                                     | Curitiba          | Brasile         | Pedreira Paulo Leminski                     |
| 23 aprile 2015                                     | Belo Horizonte    | Brasile         | Mineirinho                                  |
| 24 aprile 2015                                     | Brasília          | Brasile         | Estadio Nacional de Brasilia Mané Garrincha |
| 26 aprile 2015                                     | San Paolo         | Brasile         | Anhembi Convention Center                   |
| Europa                                             |                   |                 |                                             |
| 30 maggio 2015                                     | Monaco di Baviera | Germania        | Olympiastadion                              |
| 31 maggio 2015                                     | Gelsenkirchen     | Germania        | Veltins-Arena                               |
| 2 giugno 2015                                      | Amburgo           | Germania        | Barclaycard Arena                           |
| 3 giugno 2015                                      | Berlino           | Germania        | Mercedes-Benz Arena                         |
| 4 giugno 2015                                      | Lipsia            | Germania        | Arena Leipzig                               |
| 6 giugno 2015                                      | Vienna            | Austria         | Donauinsel                                  |
| 8 giugno 2015                                      | Praga             | Repubblica Ceca | O2 Arena                                    |
| 10 giugno 2015                                     | Zurigo            | Svizzera        | Hallenstadion                               |
| 11 giugno 2015                                     | Verona            | Italia          | Arena di Verona                             |
| 14 giugno 2015                                     | Castle Donington  | Inghilterra     | Donington Park                              |
| 16 giugno 2015                                     | Parigi            | Francia         | Zénith di Parigi                            |
| 18 giugno 2015                                     | Amsterdam         | Paesi Bassi     | Ziggo Dome                                  |
| 19 giugno 2015                                     | Dessel            | Belgio          | Festivalpark Stenehei                       |
| 21 giugno 2015                                     | Barcellona        | Spagna          | Palau Sant Jordi                            |
| 22 giugno 2015                                     | Madrid            | Spagna          | Barclaycard Center                          |
| Oceania                                            |                   |                 |                                             |
| 3 ottobre 2015                                     | Perth             | Australia       | Perth Arena                                 |
| 6 ottobre 2015                                     | Adelaide          | Australia       | Adelaide Entertainment Centre               |
| 8 ottobre 2015                                     | Melbourne         | Australia       | Rod Laver Arena                             |
| 9 ottobre 2015                                     | Melbourne         | Australia       | Rod Laver Arena                             |
| 10 ottobre 2015                                    | Sydney            | Australia       | Allphones Arena                             |
| 12 ottobre 2015                                    | Newcastle         | Australia       | Newcastle Entertainment Centre              |
| 13 ottobre 2015                                    | Brisbane          | Australia       | Brisbane Entertainment Centre               |
| 16 ottobre 2015                                    | Auckland          | Nuova Zelanda   | Vector Arena                                |

### Dati di punteggio al botteghino
| Bandiera               | Città             | Stato       | Luogo                              | Presenze              | Entrate     |
| ---------------------- | ----------------- | ----------- | ---------------------------------- | --------------------- | ----------- |
| Stati Uniti (bandiera) | Nashville         | Stati Uniti | Bridgestone Arena                  | 11,772/12,601 (93%)   | $1,074,570  |
| Stati Uniti (bandiera) | Atlantic City     | Stati Uniti | Boardwalk Hall                     | 9,144/10,616 (86%)    | $719,121    |
| Stati Uniti (bandiera) | Minneapolis       | Stati Uniti | Target Center                      | 12,274/12,274 (100%)  | $1,197,761  |
| Stati Uniti (bandiera) | Detroit           | Stati Uniti | DTE Energy Music Theater           | 14,302/14,302 (100%)  | $924,368    |
| Stati Uniti (bandiera) | Tulsa             | Stati Uniti | BOK Center                         | 10,400/10,400 (100%)  | $884,555    |
| Colombia (bandiera)    | Bogotá            | Colombia    | Estadio El Campín                  | 11,875/20,000 (59%)   | $1,508,965  |
| Ecuador (bandiera)     | Quito             | Ecuador     | Bicentenario Park                  | 9,266/20,000 (46%)    | $1,022,934  |
| Cile (bandiera)        | Santiago del Cile | Cile        | Movistar Arena                     | 12,516/13,000 (96%)   | $1,059,000  |
| Argentina (bandiera)   | Buenos Aires      | Argentina   | José Amalfitani Stadium            | 35,000/43,000 (81%)   | $2,200,000  |
| Brasile (bandiera)     | Florianópolis     | Brasile     | Devassa On Stage                   | 5,318/9,000 (59%)     | $405,225    |
| Brasile (bandiera)     | Curitiba          | Brasile     | Pedreira Paulo Leminski            | 14,980/17,700 (84%)   | $1,073,040  |
| Brasile (bandiera)     | Belo Horizonte    | Brasile     | Mineirinho                         | 6,566/15,000 (43%)    | $398,910    |
| Brasile (bandiera)     | Brasília          | Brasile     | Estacionamento do Estadio Nacional | 9,086/18,000 (50%)    | $604,890    |
| Brasile (bandiera)     | San Paolo         | Brasile     | Anhembi Convention Center          | 72,337/76,428 (94%)   | $6,365,540  |
| Germania (bandiera)    | Amburgo           | Germania    | Barclaycard Arena                  | 9,589/11,797 (81%)    | $620,820    |
| Australia (bandiera)   | Melbourne         | Australia   | Rod Laver Arena                    | 18,182/20,236 (90%)   | $1,694,950  |
| Australia (bandiera)   | Newcastle         | Australia   | Newcastle Entertainment Centre     | 4,708/5,522 (85%)     | $427,241    |
| Totale                 | Totale            | Totale      | Totale                             | 232,315/286,876 (81%) | $22,281,250 |

## Scaletta dei Kiss

### Scaletta Nordamericana
1. Psycho Circus
2. Deuce
3. Shout It Out Loud
4. War Machine
5. Hotter Than Hell (con sputaggio di fuoco di Gene Simmons)
6. I Love It Loud
7. Lick It Up
8. God Of Thunder (con assolo di basso, sputaggio di sangue e volo del bassista)
9. Hide Your Heart
10. Calling Dr. Love
11. Love Gun (Paul Stanley vola verso il B-stage)
12. Black Diamond
13. Detroit Rock City
14. Rock And Roll All Nite

#### Curiosità
La scaletta per tutta la tappa nordamericana variava da spettacolo a spettacolo. Altre canzoni suonate includono: King Of The Night Time World, Makin' Love, Christine Sixteen, Creatures Of The Night, Cold Gin, Let Me Go, Rock 'N Roll, Plaster Caster, Tears Are Falling, Hell Or Hallelujah, I Was Made For Lovin' You, Parasite e Do You Love Me?.

### Scaletta Giapponese
1. Detroit Rock City
2. Creatures Of The Night
3. Psycho Circus
4. Parasite
5. Shout It Out Loud
6. War Machine (con sputaggio di fuoco)
7. Do You Love Me?
8. Deuce
9. Hell Or Hallelujah (con assolo di chitarra)
10. I Love It Loud
11. Sukiyaki (cover, a cappella, di Kyu Sakamoto)
12. Lick It Up
13. God of Thunder (con assolo di basso, soutaggio di sangue e volo di Gene Simmons)
14. Love Gun (Paul Stanley vola verso il B-stage)
15. Black Diamond

Bis
1. I Was Made For Lovin' You
2. Samurai Son
3. Rock And Roll All Nite

#### Curiosità
- Hide Your Heart fu suonata solo a Nagoya.
- Yume no Ukiyo ni Saitemina fu suonata solo a Tokyo.

### Scaletta Sudamericana
1. Detroit Rock City
2. Creatures Of The Night
3. Psycho Circus
4. I Love It Loud
5. War Machine (con sputaggio di fuoco)
6. Do You Love Me?
7. Deuce
8. Hell Or Hallelujah (con assolo di chitarra)
9. Calling Dr. Love
10. Lick It Up
11. God Of Thunder (con assolo di basso, sputaggio di sangue e volo di Gene Simmons)
12. Hide Your Heart
13. Love Gun (Paul Stanley vola verso il B-stage)
14. Black Diamond

Bis
1. Shout It Out Loud
2. I Was Made For Lovin' You
3. Rock And Roll All Nite

### Scaletta Europea
1. Detroit Rock City
2. Deuce
3. Psycho Circus
4. Creatures Of The Night
5. I Love It Loud
6. War Machine (con sputaggio di fuoco)
7. Do You Love Me?
8. Hell Or Hallelujah (con assolo di chitarra)
9. Calling Dr. Love
10. Lick It Up
11. God of Thunder (con assolo di basso, sputaggio di sangue e volo di Gene Simmons)
12. Parasite
13. Love Gun (Paul Stanley vola verso il B-stage)
14. Black Diamond

Bis
1. Shout It Out Loud
2. I Was Made For Lovin' You
3. Rock And Roll All Nite

#### Curiosità
- Cold Gin rimpiazzò Parasite dopo lo show Rock In Vienna.

### Scaletta Oceanica
1. Detroit Rock City
2. Deuce
3. Psycho Circus
4. Creatures Of The Night
5. I Love It Loud
6. War Machine (con sputaggio di fuoco)
7. Do You Love Me?
8. Hell Or Hallelujah (con assolo di chitarra)
9. Calling Dr. Love
10. Lick It Up
11. God Of Thunder (con assolo di basso, sputaggio di sangue e volo di Gene Simmons)
12. Cold Gin
13. Love Gun (Paul Stanley vola verso il B-stage)
14. Black Diamond

Bis
1. Shandi (per formata dal chitarrista)
2. Shout It Out Loud
3. I Was Made For Lovin' You
4. Rock And Roll All Nite

## Scaletta dei Def Leppard
1. Let It Go
2. Rocket
3. Animal
4. Foolin'
5. Love Bites
6. Let's Get Rocked
7. Two Steps Behind (in versione acustica)
8. Bringin' On The Heartbreak (in versione acustica ed elettrica)
9. Switch 625
10. Hysteria
11. Armageddon It
12. Pour Some Sugar On Me

### Altre canzoni
1. Rock Of Ages
2. Photograph

### Curiosità
- Rocket fu suonata dopo Hysteria a partire dall'undicesimo spettacolo che si tenne ad Austin, nello stato del Texas.
- Rocket non fu suonata a Los Angeles e Phoenix.

## Formazione

### Kiss
- Paul Stanley - chitarra ritmica, voce
- Gene Simmons - basso, voce
- Tommy Thayer - chitarra solista, cori
- Eric Singer - batteria, voce

### Def Leppard
- Joe Elliott - chitarra acustica, voce
- Phil Collen - chitarra solista e ritmica, cori
- Vivian Campbell - chitarra solista e ritmica, cori
- Rick Savage - basso, tastiere, cori
- Rick Allen - batteria, percussioni

### Annotazioni
1. ↑  Questo concerto face parte dell'Hell And Heaven Festival.
2. ↑  Questo concerto face parte del Rockavaria.
3. ↑  Questo concerto face parte del Rock Im Revier.
4. ↑  Questo concerto face parte del Rock In Vienna.
5. ↑  Questo concerto face parte del Download Festival.
6. ↑  Questo concerto face parte del Graspop Metal Meeting.

### Fonti
1. ↑  (EN) Kory Grow, Kiss, Def Leppard Plan Summer Tour, in Rolling Stone, 17 marzo 2014. URL consultato il 27 marzo 2021.
2. ↑  (2019). End of the Road World Tour Program, pg. 44.
3. ↑  (EN) Brian Mansfield, Kiss, Def Leppard announce 2014 summer tour, su USA TODAY, 17 marzo 2014. URL consultato il 27 marzo 2021.
4. ↑  Album live rilasciato in DVD/Blu-ray il 26 agosto 2016
5. ↑  (EN) Kiss announce Australian tour dates for 2015, su The Sydney Morning Herald, 12 marzo 2015. URL consultato il 27 marzo 2021.
6. ↑  (EN) Current Boxscore (18 July 2012), in Billboard. URL consultato il 22 luglio 2011 (archiviato dall'url originale il 23 novembre 2014).
7. ↑  (EN) Billboard Boxscore, in Billboard, New York, 13 settembre 2014, ISSN 0006-2510 (WC · ACNP). URL consultato il 3 settembre 2014 (archiviato dall'url originale il 23 novembre 2014).
8. ↑  (EN) Billboard Boxscore :: Current Scores, in Billboard, 20 novembre 2014. URL consultato l'8 ottobre 2014 (archiviato dall'url originale il 23 novembre 2014).